# Louis-Hector Pron

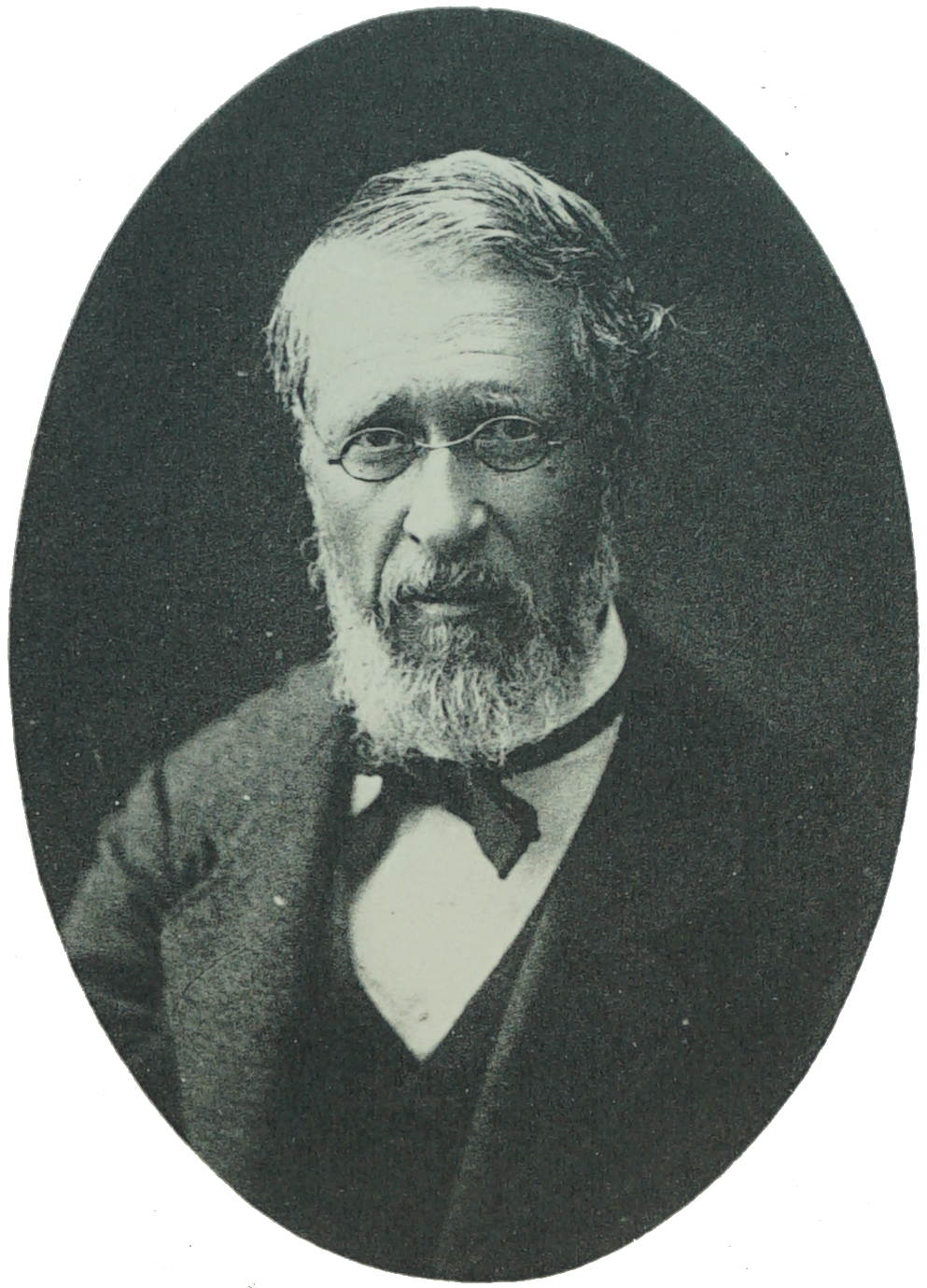
Louis Pron (1901) – Académie de l'Aube

Louis-Hector Pron, auch Hector Pron (* 29. Dezember 1817 in Sézanne; † 7. November 1902 in Troyes) war ein französischer Landschaftsmaler.

## Leben
Der französische Maler Louis-Hector Pron wurde 1817 in der kleinen Gemeinde Sézanne im Département Marne geboren. Im Alter von 16 Jahren kam er nach Troyes, um für eine der zahlreichen ortsansässigen Bonneterien als Handelsvertreter zu arbeiten. Da seine zahlreichen Reisen seine Vorliebe für die Bildenden Künste bestärkten, begann er an der École des Beaux-Arts in Troyes erste Zeichenstunden zu nehmen. Einige Zeit später besuchte er in Paris die Ateliers des Malers Louis-Auguste Lapito (1803–1874) sowie der beiden Barbizon-Maler Camille Flers und Jules Louis Philippe Coignet (1798–1860).
Im Jahre 1845 gewann er bei seiner ersten Teilnahme am Salon de Paris mit seinem Gemälde Vue de la forêt de la Fontainebleau eine Goldmedaille sowie eine Medaille dritter Klasse beim Salon von 1849. Selbst bei der Pariser Weltausstellung von 1855, bei der 2176 Künstler aus 28 Nationen insgesamt 4979 Werke präsentieren durften, gelang es ihm, lobend erwähnt zu werden.
Am 12. Oktober 1847 heiratete er Adélaïde Valton, welche aus einer der angesehenen ortsansässigen Industriellenfamilien von Troyes stammte. Das Paar lebte fortan in einem Herrenhaus in Bréviandes an den Ufern der Seine, dessen Lage Pron einst dazu inspirierte, Maler zu werden.
Dies lässt sich auch in den zahlreichen Bildern erkennen, die Pron der Nachwelt hinterlassen hat. Es sind die Flusslandschaften, Wiesen und Weiden, die unberührte Natur ohne Gebäude und Figurenstaffage, welche seine Hauptmotive bilden, darunter nicht nur Landschaften der Champagne, sondern auch welche des Burgund und der Normandie. Das erhaltene Werkverzeichnis für die Jahre 1845 bis 1902, welches von seiner Gattin zusammengestellt wurde, nennt insgesamt 281 Gemälde. Doch nicht nur künstlerisch, sondern auch politisch machte sich Pron einen Namen, als er am 12. Dezember 1874 in den Stadtrat von Troyes gewählt wurde.

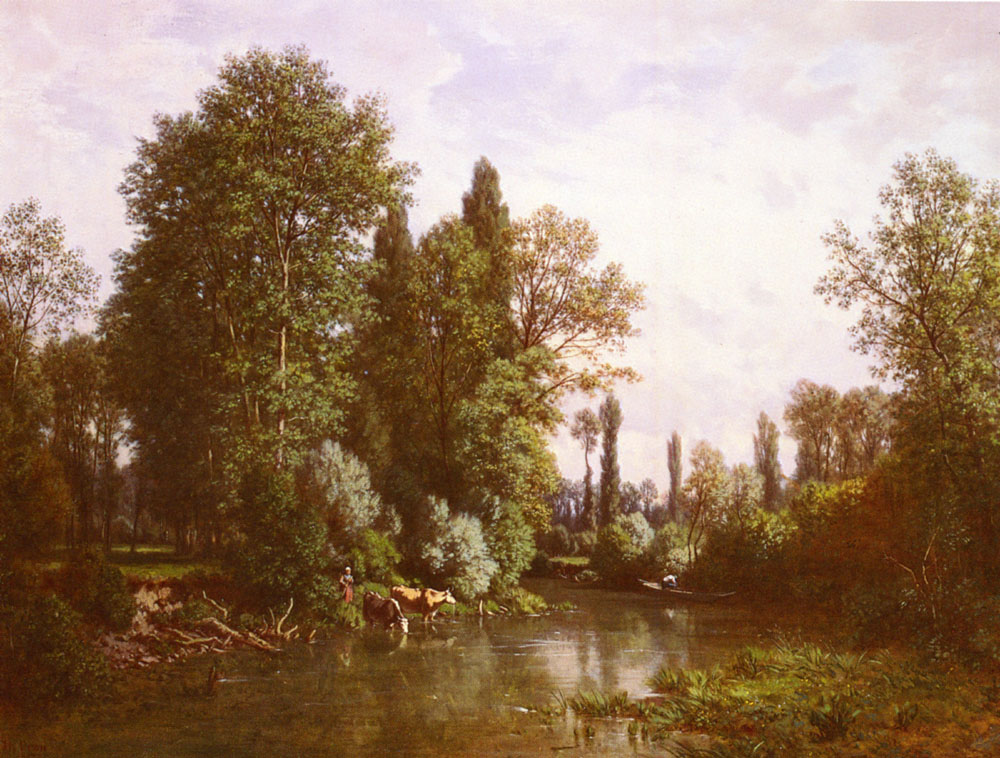
Louis-Hector Pron: La Seine

## Werke (Auswahl)
- Paysage près de Fontainebleau (Musée d’art moderne André Malraux)
- Bords de rivière (Musée des Beaux-Arts de Reims)
- Entrée de village en Brie (Musée d’Art Moderne de Troyes)
- La Seine (Privatsammlung), Öl auf Leinwand